# Wojciech Klich
Wojciech Klich (ur. 30 lipca 1965 w Tarnowie) – polski piłkarz i trener piłkarski.
Jako piłkarz występował na pozycji pomocnika i reprezentował barwy 19 klubów. Rozegrał 84 mecze w I lidze. Zadebiutował w niej w sezonie 1988/1989, będąc graczem Stali Mielec. W najwyższej klasie rozgrywkowej grał także w Siarce Tarnobrzeg oraz KSZO Ostrowiec Św. W tym drugim po raz ostatni wystąpił na pierwszoligowych boiskach – 15 października 1997 roku zagrał w przegranym 0:1 pojedynku z Pogonią Szczecin. 
Pracował w Cracovii jako trener zespołów młodzieżowych. Wraz z Markiem Parzyszkiem prowadził piłkarzy Korony Kielce, którzy w 2008 roku zostali mistrzami Polski juniorów.
Jest ojcem Mateusza – byłego piłkarza VfL Wolfsburg i Leeds United F.C. oraz KS Cracovia